# Линезолид
Линезолид (МНН) — синтетический антибиотик, используемый для лечения тяжёлых инфекционных заболеваний, вызванных грамположительными бактериями, которые устойчивы к другим антибиотикам. Представитель класса оксазолидинонов, линезолид является активным по отношению к большинству грамположительных бактерий, которые вызывают болезни, включая стрептококки, устойчивые к ванкомицину энтерококки и метициллин-резистентный золотистый стафилококк. Основными показаниями линезолида являются инфекционные заболевания кожи, мягких тканей и пневмония (в частности, госпитальная пневмония), хотя становится популярным его использование при различных других инфекционных заболеваниях.
Открытый в 1990-х годах и впервые одобренный для использования в 2000 году, линезолид был первым, и до 2014 года единственным, коммерчески доступным антибиотиком класса оксазолидинона. В 2014 году в США был одобрен к применению следующий антибиотик этого класса — тедизолид. Как ингибитор синтеза белков, линезолид останавливает рост бактерий, нарушая у них биосинтез белка. Хотя многие антибиотики действуют подобным образом, точный механизм действия линезолида представляется уникальным для класса оксазолидинонов. Устойчивость бактерий к линезолиду остаётся очень низкой (первые сообщения были в 1999 году), однако она может возрасти.
При приёме внутрь в течение коротких периодов линезолид относительно безопасен; он может быть использован у пациентов всех возрастов и у людей с заболеваниями печени или почечной недостаточностью. Общие побочные эффекты краткосрочного приёма включают головную боль, диарею и тошноту. Длительное применение, однако, связано с серьёзными побочными эффектами; линезолид может вызвать подавление функции костного мозга и тромбоцитопению, особенно при его использовании более двух недель. Применение линезолида на более длительный период может привести к периферической невропатии (которая может быть необратимой), поражению зрительного нерва и лактатацидозу (накопление молочной кислоты в организме). Всё это возникает, скорее всего, в связи с токсическим поражением митохондрий.
Линезолид является достаточно дорогим препаратом, а курс лечения может стоить до нескольких тысяч долларов США; тем не менее, он представляется более рентабельным, чем сопоставимые антибиотики, главным образом в связи с возможностью перехода от внутривенного на пероральный метод введения, как только состояние пациента стабилизируется, без необходимости коррекции доз.

## История
Оксазолидиноны были известны как ингибиторы моноаминоксидазы с конца 1950-х годов. Их антибактериальные свойства были обнаружены исследователями E.I. duPont de Nemours в 1970-х годах. В 1978 году DuPont запатентовала ряд производных оксазолидинона как эффективные в лечении бактериальных и грибковых заболеваний растений, а в 1984 году другой патент описал их эффективность в лечении бактериальных инфекций у млекопитающих. В 1987 году учёные DuPont представили подробное описание оксазолидинонов как новый класс антибиотиков с новым механизмом действия. Однако обнаружилось, что синтезированные в те времена соединения были токсичны для печени и разработки были прекращены.
Компания Pharmacia & Upjohn (теперь часть Pfizer) начала свою собственную программу исследований оксазолидинона в 1990-х годах. Исследования соединений «структура-активность» привели к разработке нескольких подклассов производных оксазолидинона с различными профилями безопасности и антимикробной активности. Два соединения рассматривались как кандидаты в лекарства: эперезолид (кодовое название PNU-100592) и линезолид (PNU-100766). На доклинических стадиях разработок они были схожи по антибактериальной активности и безопасности, поэтому они перешли в фазу I клинических испытаний с целью выявления любых различий в фармакокинетике. Было обнаружено, что линезолид имеет фармакокинетические преимущества. Его можно принимать только два раза в день, в то время как эперезолид необходимо принимать 3 раза в день для достижения аналогичного эффекта. Поэтому линезолид был выбран для дальнейших исследований. FDA разрешило применение линезолида 18 апреля 2000 года. В последующим препарат был разрешён в Бразилии (июнь 2000 г.), Великобритании (январь 2001), Японии и Канаде (апрель 2001), Европе (в течение 2001 года), и в других странах Латинской Америки и Азии.
На сегодняшний день (февраль 2019 года) линезолид — один из двух антибиотиков-оксазолидинонов, доступных на фармакологическом рынке (вместе с тедизолидом). Другие представители этого класса в стадии разработки, например посизолид (AZD2563), ранбезолид (RBX 7644), торезолид (TR-701), и радезолид (RX-1741).

## Спектр активности
Линезолид эффективен против всех клинически значимых грамположительных бактерий, клеточная стенка которых содержит толстый слой пептидогликанов и они не имеют наружной мембраны. К ним относят Enterococcus faecium и Enterococcus faecalis (включая ванкомицин-устойчивые энтерококки), золотистый стафилококк (включая метициллин-устойчивый золотистый стафилококк, англ. MRSA), Streptococcus agalactiae, пневмококк, Streptococcus pyogenes, зеленящие стрептококки, Listeria monocytogenes и Corynebacterium (последние наиболее восприимчивы к линезолиду с минимальной ингибирующей концентрацией обычно ниже 0,5 мг/л). Линезолид также весьма активен in vitro против некоторых микобактерий. Предполагают, что он очень эффективен против Nocardia, но из-за высокой стоимости и потенциально серьёзных побочных эффектов, авторы рекомендовали комбинировать с другими антибиотиками или применять только как резервный антибиотик в случаях, когда традиционное лечение не эффективно.
Считают, что линезолид обладает бактериостатическим действием против большинства микроорганизмов (то есть, он останавливает их рост и размножение, фактически не убивая их), но также обладает бактерицидным действием в отношении стрептококков. Некоторые авторы отмечают, что, несмотря на его бактериостатическое действие in vitro, линезолид «ведёт себя» как бактерицидный антибиотик in vivo, поскольку он ингибирует образование токсинов стафилококков и стрептококков. Он также обладает постантибиотиковым действием на большинство бактерий от одного до четырёх часов, что означает временное подавление роста бактерий даже после прекращения приёма препарата.

### Грамотрицательные бактерии
Линезолид не имеет клинически значимого действия на большинство грамотрицательных бактерий. Pseudomonas и энтеробактерии, например, не восприимчивы к его действию. In vitro он активен в отношении Pasteurella multocida, фузобактерий, Moraxella catarrhalis, легионелл, бордетелл, Elizabethkingia meningoseptica и умеренно активен (с минимальной подавляющей концентрацией для 90 % штаммов 8 мг/л) в отношении гемофильной инфекции. Линезолид также показал хороший эффект как препарат второй линии для лечения инфекций Capnocytophaga.

### Подобные антибиотики
Спектр активности линезолида в отношении грамположительных бактерий похож на спектр гликопептидного антибиотика ванкомицина, который уже давно входит в стандарт лечения инфекций MRSA и эти 2 препарата часто сравнивают. К другим подобным антибиотикам относят тейкопланин, квинупристин/дальфопристин (Synercid, сочетание двух стрептограминов, не активен в отношении Е. faecalis) и даптомицин (Cubicin, липопептид). Также некоторые препараты находятся на стадии разработки, такие как цефтобипрол, далбаванцин и телаванцин. Только линезолид можно применять перорально. В будущем оритаванцин и иклаприм могут стать альтернативой пероральной форме линезолида. Оба препарата находятся на ранней стадии клинических разработок.

## Показания
Основное показание линезолида — лечение тяжёлых инфекций, вызванных грамположительными бактериями, устойчивыми к другим антибиотикам. Препарат не должен применяться против бактерий, которые чувствительны к антибиотикам с более узким спектром действия, таким как пенициллины и цефалоспорины. В популярной прессе и научной литературе, линезолид был назван «резервным антибиотиком», который следует использовать с осторожностью как препарат «последней инстанции» в отношении потенциально неразрешимых инфекций.
В США, FDA-утверждёнными показаниями для использования линезолида являются: ванкомицин-устойчивые энтерококковые инфекции с или без бактериемии; госпитальные и внегоспитальные пневмонии, вызванные золотистым стафилококком или пневмококком; осложнённые кожные инфекции (англ. cSSSI), вызванные чувствительными бактериями, в том числе инфекции диабетической стопы, если осложняется остеомиелитом, и неосложнённые инфекции кожи и мягких тканей, вызванные S. pyogenes или золотистым стафилококком. Производитель не рекомендует использование линезолида при внегоспитальных пневмониях или неосложнённых инфекциях кожи и мягких тканей, вызванных MRSA. В Великобритании пневмония и cSSSI — единственные показания, отмеченные в маркировке продукции.
Полагают, что линезолид безопасен и эффективен для применения у детей и новорождённых так же, как и у взрослых.

### Инфекции кожи и мягких тканей
Крупный мета-анализ рандомизированных контролируемых исследований показал, что линезолид эффективнее гликопептидных антибиотиков (например, ванкомицина и тейкопланина) и бета-лактамных антибиотиков, при лечении инфекций кожи и мягких тканей (англ. SSTIs), вызванных грамположительными бактериями. Также небольшие исследования подтвердили превосходство линезолида над тейкопланином при лечении всех тяжёлых грамположительных инфекций.
При лечении синдрома диабетической стопы, линезолид, как полагают, дешевле и эффективнее ванкомицина. В открытом исследовании 2004 года линезолид был также эффективен, как и ампициллин/сульбактам, ко-амоксиклав и намного эффективнее у пациентов с язвами нижних конечностей и без остеомиелита, но со значительно более высоким уровнем побочных эффектов. Однако мета-анализ 2008 года 18 рандомизированных контролируемых исследований показал, что лечение линезолидом бывает неэффективным так же часто, как и лечение другими антибиотиками, независимо от наличия или отсутствия у больного остеомиелита.
Некоторые авторы рекомендуют применение комбинации более дешёвых и более экономически эффективных препаратов (например, ко-тримоксазола с рифампицином или клиндамицином) перед назначением линезолида при лечении SSTI, когда восприимчивость возбудителя это позволяет.

### Пневмония
Как полагают, нет существенной разницы в отношении эффективности лечения между линезолидом, гликопептидами или соответствующими бета-лактамными антибиотиками при лечении пневмонии. Клинические руководства по лечению внегоспитальной пневмонии, разработанные Американским торакальным обществом и Обществом инфекционных заболеваний Америки, рекомендуют линезолид как резервный антибиотик для случаев, когда MRSA подтверждена как возбудитель или когда предполагается MRSA инфекция на основе клинических проявлений. Руководство Британского торакального общества не рекомендует его для лечения первой линии, а скорее как альтернативу ванкомицину. Линезолид также приемлем как препарат второй линии при лечении внегоспитальной пневмококковой пневмонии, когда существует устойчивость к пенициллину.
Руководства США рекомендуют как линезолид, так и ванкомицин в качестве препарата первой линии для лечения госпитальных (нозокомиальных) пневмоний MRSA. Некоторые исследования показали, что линезолид лучше, чем ванкомицин против внутригоспитальных пневмоний, особенно вентилятор-ассоциированной пневмонии, вызванной MRSA, возможно потому, что проникновение линезолида в бронхиальную жидкость значительно выше, чем ванкомицина. Однако поднятые несколько вопросов по дизайну исследования ставят под сомнение результаты, которые указывают на превосходство линезолида. Несмотря на это, преимущества линезолида включают высокую биодоступность (так как он позволяет легко переходить на пероральную терапию), а также тот факт, что нарушение функции почек не является препятствием для его использования (в то время как достичь правильной дозировки ванкомицина у больных с почечной недостаточностью очень сложно).

## Неутверждённые показания

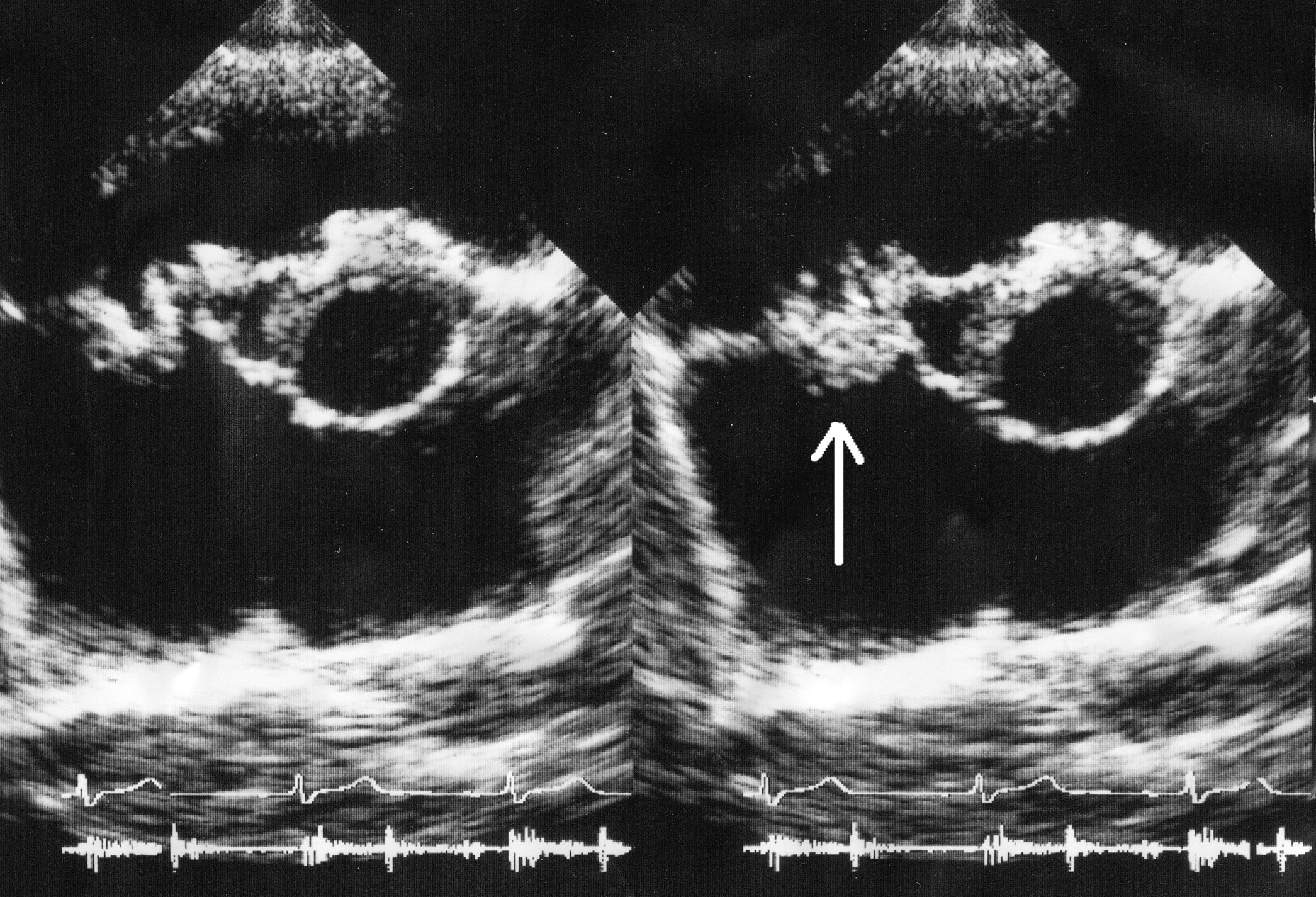
Эта эхокардиограмма показывает вегетации на трикуспидальном клапане (белая стрелка) при инфекционном эндокардите. Пациент получал ампициллин, имипенем и глюкокортикоиды, полностью выздоровел после кардиохирургической операции.

Традиционно считается, что так называемые «глубокие» инфекции, такие как остеомиелит или инфекционный эндокардит, следует лечить бактерицидными антибиотиками, а не бактериостатическими. Тем не менее, доклинические исследования были проведены для оценки эффективности линезолида при этих инфекциях и препарат успешно применяется для их лечения в клинической практике. Полагают, что линезолид является оправданным терапевтическим вариантом для инфекционного эндокардита, вызванного несколькими устойчивыми грамположительными бактериями, несмотря на отсутствие высококачественных доказательств в пользу такого применения. Результаты лечения энтерококкового эндокардита варьировали, в некоторых случаях лечение было успешно, а в других ответа на терапию не было. Доказательства низкого и среднего качества также установили возможность его использования при инфекционных поражениях в костях и суставах, в том числе при хроническом остеомиелите, хотя побочные эффекты вызывают серьёзную озабоченность при длительном применении препарата.
В сочетании с другими препаратами линезолид был использован для лечения туберкулёза. Оптимальная доза для этой цели не была установлена. У взрослых дозировки 1 и 2 раза в день были использованы с достижением хорошего эффекта. Часто требуется много месяцев лечения и скорость развития побочных эффектов сильно зависит от дозы. Недостаточно надёжных доказательств эффективности и безопасности этого показания для постоянного применения.
Линезолид изучен в качестве альтернативы ванкомицину при лечении фебрильной нейтропении у онкологических больных, при подозрении на грамположительную инфекцию. Он также является одним из немногих антибиотиков, которые диффундируют в стекловидное тело и поэтому линезолид может быть эффективен при лечении эндофтальмита, вызванного чувствительными бактериями. Опять же, мало доказательств для его использования при таком состоянии, так как инфекционный эндофтальмит широко и эффективно лечится ванкомицином, который вводится непосредственно в глаз.

### Инфекции центральной нервной системы
В исследованиях на животных пневмококкового менингита, было обнаружено, что линезолид хорошо проникает в спинномозговую жидкость, но его эффективность меньше, чем у других антибиотиков. Полагают, что не появится достаточное количество доказательств высокого качества в пользу рутинного применения линезолида для лечения бактериального менингита. Тем не менее, линезолид успешно применяется во многих случаях инфекций центральной нервной системы, включая менингит, вызванных чувствительными бактериями, а также он был предложен как оправданный выбор при этих показаниях, когда варианты лечения ограничены или когда другие антибиотики не эффективны. Руководство Общества по инфекционным болезням Америки рекомендует линезолид как препарат выбора при менингите VRE и в качестве альтернативы ванкомицину при менингите MRSA. Считают, что линезолид превосходит ванкомицин при лечении внегоспитальной MRSA инфекции центральной нервной системы, хотя и очень мало сообщений было опубликовано о случаях таких инфекций (по состоянию на 2009 год).

### Катетер-ассоциированные инфекции
В марте 2007 года, FDA сообщил о результатах рандомизированного открытого клинического испытания в III фазе, где сравнивался линезолид с ванкомицином при лечении катетер-ассоциированных инфекций крови. Пациентам получаемое лечение ванкомицином может быть заменено на оксациллин или диклоксациллин, если бактерии, вызывающие инфекцию, восприимчивы, а пациенты в обеих группах (линезолида и ванкомицина) при необходимости могут получать специфическое лечение в отношении грамотрицательных бактерий. Само исследование было опубликовано в январе 2009 года.
Линезолид ассоциировался с большей смертностью, чем сравниваемые с ним антибиотики. Когда были собраны данные по всем участникам, исследование показало, что 21,5 % из тех, кто получал линезолид, умерли по сравнению с 16 % умерших в группе, где его не получали. Такая разница объясняется недостаточной эффективностью линезолида в лечении только грамотрицательных инфекций или смешанной грамположительной/грамотрицательной инфекции. Только в группе участников с грамположительной инфекцией безопасность и эффективность линезолида и ванкомицина оказались одинаковы. В свете этих результатов, FDA издало предупреждение для работников здравоохранения, что линезолид не одобрен для лечения катетер-ассоциированных инфекций или инфекций, вызванных грамотрицательными бактериями.

## Побочные эффекты
При использовании в течение короткого периода линезолид является относительно безопасным препаратом. Общие побочные эффекты линезолида (возникающие у более чем 1 % людей, принимающих линезолид) включают диарею (по сведениям, у 3-11 % участников клинических испытаний), головную боль (1-11 %), тошноту (3-10 %), рвоту (1-4 %), сыпь (2 %), запор (2 %), изменение восприятия вкуса (1-2 %) и изменение цвета языка (0.2-1 %). Могут возникать грибковые инфекции, такие как оральный и вагинальный кандидоз, так как линезолид подавляет бактериальную флору в организме и открывает нишу для грибов (так называемый антибиотиковый кандидоз). Менее распространённые (и потенциально более серьёзные) побочные эффекты — аллергические реакции, панкреатит и повышение уровня трансаминаз, что может быть признаком поражения печени. В отличие от некоторых антибиотиков, таких как эритромицин, и хинолонов, линезолид не влияет на интервал QT на ЭКГ, который показывает электрическую проводимость сердца. У детей побочные эффекты такие, как и у взрослых.
Как почти все антибиотики, линезолид ассоциирован с возникновением Clostridium difficile-ассоциированной диареи (CDAD) и псевдомембранозного колита, хотя последний редок, возникая у одного из двух тысяч пациентов в клинических испытаниях. C. difficile , как полагают, восприимчив к линезолиду in vitro и препарат даже рассматривают для возможного лечения CDAD.

### Длительное применение
Подавление функции костного мозга, проявляющееся в частности тромбоцитопенией (уменьшение количества тромбоцитов), может возникнуть при лечении линезолидом; полагают, что это единственный побочный эффект, который возникает значительно чаще при использовании линезолида, чем при применении гликопептидов или бета-лактамов. Он редко возникает у больных, получающих препарат в течение 14 дней или меньше, но встречается гораздо чаще у пациентов, которые получают линезолид более длительным курсом или у которых есть почечная недостаточность.
Длительное использование линезолида также ассоциировано с периферической невропатией и оптической невропатией, которые является наиболее распространёнными после нескольких месяцев лечения и могут быть необратимыми. Хотя механизм повреждения всё ещё не совсем понятен, токсическое повреждение митохондрий предполагают в качестве причины; линезолид является токсичным для митохондрий, вероятно, из-за сходства митохондриальной и бактериальной рибосом.
Лактатацидоз, потенциально опасное для жизни накопление молочной кислоты в организме, может также возникать в связи с митохондриальной токсичностью. Из-за этих эффектов длительного лечения, производитель рекомендует еженедельно проводить клинический анализ крови во время терапии линезолидом для контроля за возможным подавлением функции костного мозга и рекомендует проводить лечение не более 28 дней. Протокол более интенсивного мониторинга для раннего выявления токсичности у тяжелобольных пациентов, получающих линезолид, был разработан и предложен группой исследователей в Мельбурне, Австралия. Протокол включает проведение два раза в неделю анализов крови и функциональных проб печени; измерение уровня лактата в сыворотке крови для раннего обнаружения лактатацидоза; оценка всех лекарств принимаемых пациентом, отменяя назначение тех, которые могут взаимодействовать с линезолидом и периодические осмотры глаз и оценка неврологического статуса у пациентов, которые должны получать линезолид более четырёх недель.
Побочные эффекты длительного применения линезолида были впервые выявлены в ходе постмаркетингового наблюдения. Подавление функции костного мозга не было выявлено в ходе III фазы исследований, в которых лечение не превышало 21 дней. Хотя у некоторых участников ранних исследований возникала тромбоцитопения, она оказалась обратимой и не возникала значительно чаще, чем в контрольной группе (где участники не принимали линезолид). Были также постмаркетинговые сообщения о судорогах и, по состоянию на июль 2009 года, одиночные случаи паралича Белла (паралич лицевого нерва) и токсичном поражении почек.

## Химия
При физиологическом рН, линезолид существует в незаряженном состоянии. Он умеренно растворим в воде (приблизительно 3 мг/мл), с log Р 0,55.

## Фармакокинетика

Крупные метаболиты линезолида.

Одним из преимуществ линезолид является его высокая биодоступность (около 100 %) при пероральном применении. Это означает, что пациенты, получающие линезолид внутривенно, могут начать принимать препарат перорально, как только их состояние позволяет, в то время как схожие антибиотики (например, ванкомицин и квинупристин/дальфопристин) могут назначаться только внутривенно.
При приёме линезолида с пищей возможно некоторое замедление его абсорбции, но площадь под кривой не изменяется.
Линезолид обладает низкой способностью связывания с белками плазмы (примерно 31 %, но значения сильно варьируют) и кажущийся объём распределения в равновесном состоянии составляет около 40-50 литров. Пик концентрации в сыворотке крови (С макс) достигается через 1-2 часа после введения препарата. Линезолид хорошо распределяется во всех тканях в организме, кроме костного матрикса и белой жировой ткани. Примечательно, что концентрация линезолида в жидкости эпителия слизистой оболочки нижних дыхательных путей по крайней мере одинакова, а зачастую и выше, чем таковая в сыворотке крови (некоторые авторы сообщают, что концентрация в бронхиальной жидкости в четыре раза выше, чем в сыворотке крови), чем можно объяснить его эффективность при лечении пневмонии. Концентрация в спинномозговой жидкости варьирует; пик концентрации в СМЖ ниже, чем сыворотки крови из-за медленной диффузии через гемато-энцефалический барьер и корыта концентрации в СМЖ выше по той же причине. Средний период полураспада составляет три часа у детей, четыре часа у подростков и пять часов у взрослых.
Линезолид метаболизируется в печени путём окисления морфолинового кольца без участия системы цитохрома Р450. Этот метаболический путь приводит к образованию двух крупных неактивных метаболитов (что каждый приходится около 45 % и 10 % дозы выделяется в устойчивом состоянии), одного малого метаболита и нескольких следовых метаболитов, ни один из которых приходится более 1 % выделяется дозы. Клиренс линезолида зависит от возраста и пола; он самый быстрый у детей (на долю которого приходится более короткий период полураспада) и, вероятно, на 20 % ниже у женщин, чем у мужчин.

### Применение в особых группах населения
Взрослым и детям старше 12 лет линезолид обычно назначается каждые 12 часов перорально или внутривенно. Детям младшего возраста и младенцам препарат назначается каждые 8 часов. Нет точной дозировки для лиц пожилого возраста, людей с лёгкой или умеренной печёночной недостаточностью или для пациентов с нарушениями функции почек. Люди, нуждающихся в гемодиализе, должны получать линезолид после процедуры, так как диализ удаляет 30-40 % дозы из организма, нет точной дозировки для пациентов, которые находятся на непрерывной гемофильтрации, хотя и более частое введение может быть оправдано в некоторых случаях. По данным одного исследования, вводить линезолид, возможно, требуется чаще у пациентов с ожогами, которые поражают более 20 % площади тела, когда увеличивается непочечный клиренс препарата.
Линезолид в США имеет класс С для беременных, то есть не было никаких достаточных исследований его безопасности при использовании у беременных и хотя исследования на животных показали умеренную токсичность для плода, преимущество использования препарата может превышать риск. Он также проникает в грудное молоко, хотя клиническое значение этого неизвестно.

## Механизм действия

Упрощённая схема трансляции мРНК. Linezolid occupies the A site (at center) and prevents tRNA from binding.

Оксазолидиноны являются ингибиторами синтеза белка: они останавливают рост и размножение бактерий, нарушая трансляцию белков на рибосомах. Хотя механизм действия полностью не понятен, линезолид, вероятно, действует на первом этапе синтеза белков — инициации — в отличие от большинства других ингибиторов синтеза белка, которые препятствуют элонгации.
Препарат делает это путём предотвращения образования инициирующего комплекса, состоящего из 30S и 50S субъединиц рибосомы, тРНК и мРНК. Линезолид связывается с 23S частью 50S субъединицы (центр действия пептидилтрансферазы), рядом с областью связывания хлорамфеникола, линкомицина и других антибиотиков. В связи с этим уникальным механизмом действия, перекрёстная резистентность между линезолидом и другими ингибиторами синтеза белка возникает очень редко или вовсе отсутствует.
В 2008 году кристаллическая структура линезолида, связанная с 50S субъединицей рибосомы архея Haloarcula marismortui, была выделена группой учёных из Йельского университета и хранится в Protein Data Bank. Другая группа учёных в 2008 году определила структура линезолида, связанного с 50S субъединицей Deinococcus radiodurans. Авторы предложили уточнённую модель механизма действия оксазолидинонов, установив, что линезолид занимает А область 50S рибосомной субъединицы, вызывая конформационные изменения, что предотвращает попадание тРНК и, в итоге, заставляя тРНК отделиться от рибосомы.

## Устойчивость
О приобретённой устойчивости к линезолиду сообщалось ещё в 1999 году, у двух пациентов с тяжёлой инфекцией Энтерококкус фэциум со множественной лекарственной устойчивостью. Линезолид-устойчивый золотистый стафилококк был впервые обнаружен в 2001 году.
В США устойчивость к линезолиду мониторируется и отслеживается с 2004 года в рамках программы под названием LEADER. Устойчивость остаётся стабильной и чрезвычайно низкой. Похожая международная программа — Zyvox Annual Appraisal of Potency and Spectrum Study или ZAAPS — действует с 2002 года. В 2007 году общая устойчивость к линезолиду в 23 странах была меньше чем 0,2 % и не существовала среди стрептококков. Устойчивость была выявлена только в Бразилии, Китае, Ирландии и Италии, среди коагулазонегативных стафилококков (0,28 % проб устойчивости), энтерококков (0,11 %) и золотистых стрептококков (0,03 %).

### Механизм устойчивости
Собственная устойчивость большинства грамотрицательных бактерий к линезолиду связана с активностью истечения насосов, которые активно «выкачивают» линезолид из клетки быстрее, чем он накапливается.
У грамположительных бактерий обычно развивается устойчивость к линезолиду в результате точечной мутации, известной как G2576T , при которой основание гуанина заменяется тимином в аллели 2576 генов, кодирующих 23S рибосомальную РНК. Это наиболее распространённый механизм устойчивости стафилококков. Другие механизмы были обнаружены у пневмококков (в том числе мутации в РНК метилтрансферазе, который метилирует G2445 из 23S рРНК, и мутации вызывают повышение экспрессии гена транспортёра ABC) и у эпидермального стафилококка.

## Взаимодействия с другими лекарственными средствами
Линезолид является слабым ингибитором моноаминоксидазы (ИМАО) и не должен применяться одновременно с другими ИМАО, с продуктами, содержащими большое количество тирамина (такие как свинина, сыры, алкогольные напитки, копчёные и солёные продукты) и с серотонинергическими препаратами. Существуют постмаркетинговые сообщения о возникновении серотонинового синдрома, когда линезолид принимался одновременно или вскоре после отмены серотонинергических препаратов, особенно селективных ингибиторов обратного захвата серотонина, таких как пароксетин и сертралин. Он может также усиливать гипертензивный эффект симпатомиметических препаратов, таких как псевдоэфедрин или фенилпропаноламин. Линезолид также не должен сочетаться с петидином (меперидином) ни при каких обстоятельствах из-за риска серотонинового синдрома.
Линезолид не влияет на систему цитохрома P450 (CYP), которая отвечает за метаболизм многих лекарств и, следовательно, не имеет CYP связанных взаимодействий.

## Фармакоэкономика
Линезолид довольно дорогой препарат: курс лечения может стоить несколько тысяч долларов США, не учитывая другие расходы (например само пребывание в стационаре). Однако внутривенное введение линезолида может быть заменено на пероральный приём без ущерба для эффективности, пациенты могут быть выписаны из больницы относительно рано и продолжать лечение на дому, в то время как домашнее лечение инъекционными антибиотиками может быть нецелесообразным. Сокращение продолжительности пребывания в стационаре снижает общую стоимость лечения, хотя линезолид может быть более дорогим, чем похожие антибиотики.
Были проведены исследования в ряде стран с различными моделями системы здравоохранения для оценки экономической эффективности линезолида по сравнению с гликопептидами, такими как ванкомицин или тейкопланин. В большинстве стран, линезолид был более рентабельным, чем сопоставимые антибиотики для лечения госпитальной пневмонии и инфекций кожи либо из-за более эффективного лечения и лучшей выживаемости либо за счёт снижения общих затрат на лечение.